# غابرييل روخو دي لا فيغا بيكولو
غابرييل روخو دي لا فيغا بيكولو (بالإسبانية: Gabriel Rojo de la Vega Piccolo)‏ هو لاعب كرة قدم مكسيكي في مركز الدفاع، ولد في 15 أكتوبر 1989 في مدينة مكسيكو في المكسيك. لعب مع النادي الرياضي بدانية ورايو فايكانو ب وطوروس نيزا ونادي أمريكا ونادي بارتيك ثيسل ونادي سان لويس.

## وصلات خارجية
- الموقع الرسمي
- غابرييل روخو دي لا فيغا بيكولو على موقع Soccerway.com (الإنجليزية)